# 관객

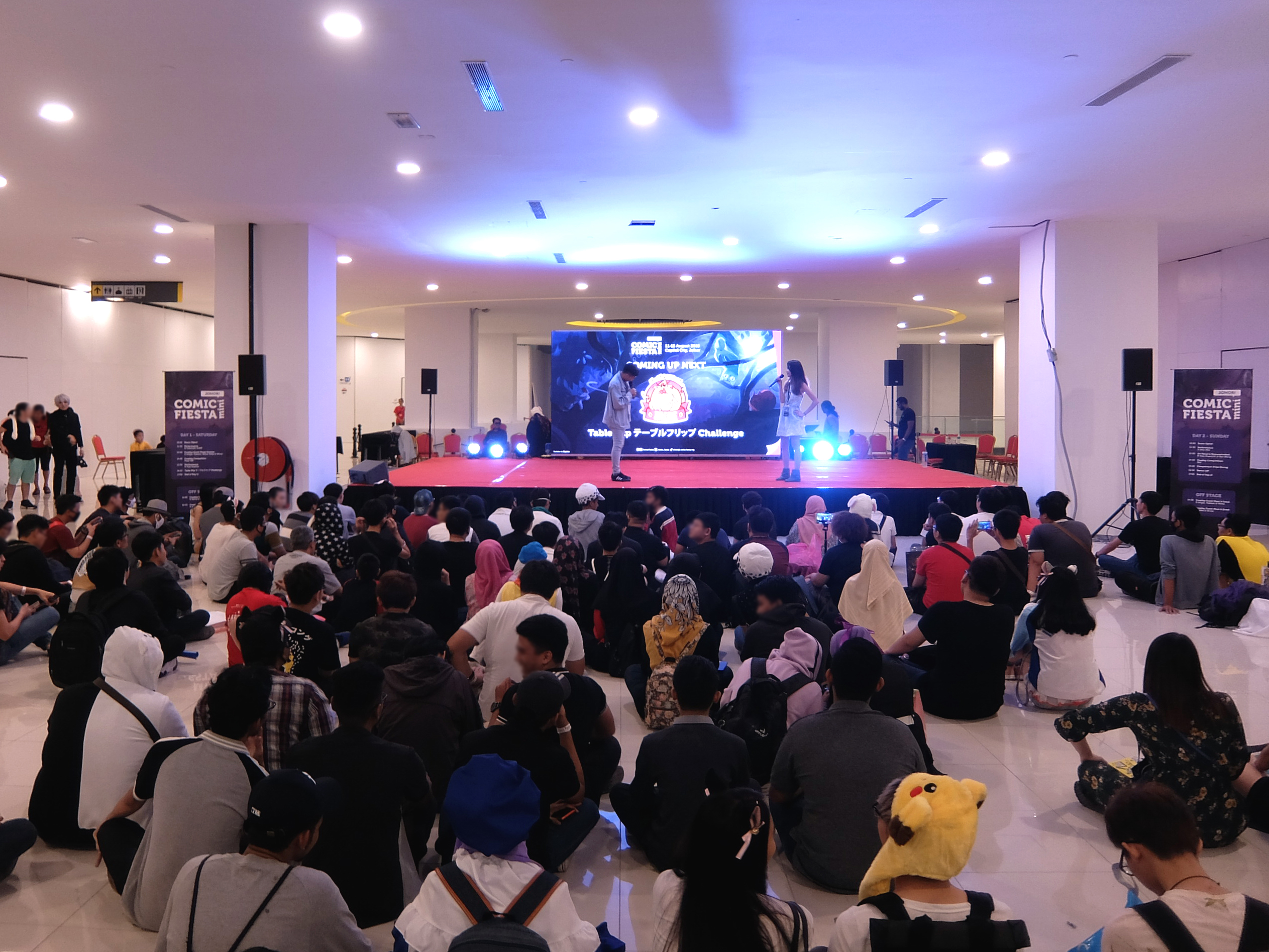

관객(觀客)은 연극, 영화, 또는 스포츠 경기 등을 관람하는 사람을 일컫는 말이다. 배우 및 무대, 희곡과 함께 연극의 기본요소이다.
관객 수는 상업적 성공의 정도를 가늠하는 기준이 되곤 한다.

## 같이 보기
- 군중